# ウンベルト・ボッチョーニ
ウンベルト・ボッチョーニ（Umberto Boccioni、1882年10月19日 - 1916年8月17日）はイタリアの画家、彫刻家、理論家。彼はマルクス主義者のアナキストであり、未来派の主要メンバーでもあった。 

## 生涯
1882年10月19日、レッジョ・カラブリアに生まれる。生後すぐに家族はフォルリへ移住し、この地で幼年期を過ごした。
1901年、ローマの美術アカデミーのヌードコースに通い、美術を学んだ。ポスター画家のジョヴァンニ・マタローニにも学んだ。
1906年には、パリに移住し、印象派、ポスト印象派の作風で表現活動をおこなった。1907年、ミラノへ移住後、詩人の マリネッティや色彩分離派（ディヴィジョニスモ）の画家たちと交流した。未来派に参加するまでのボッチョーニはイタリア各地を旅し、多くの美術館を訪れ、ミケランジェロのような古い時代の画家の作品を研究し、ミラノで活動しロンバルディアの風景を描いたフランチェスコ・フィリピーニ(1853-1895)の作品からも影響を受けて、フィリピーニのスタイルの風景画を描いていた。この作品は、ウンベルト・ボッチ にとって極めて重要である。なぜなら、彼がロンバルディア地方の風景や野外労働に対して行った長年の研究と探求を示しており、それはイタリア風景画の巨匠である フランチェスコ・フィリッピーニ に触発されたものであり、後に自身の作品を未来派の運動へと変容させる前段階にあたるからである。
ウンベルト・ボッチ による 1903年から1907年の間に制作された初期の作品は、19世紀末にロンバルディア州、特にミラノで展開されていた自然主義の伝統に直接由来している。最も顕著な模範の一つとして挙げられるのは フランチェスコ・フィリッピーニ であり、彼の絵画はミラノの芸術界で広く展示されていた。
農業風景の水平構図、大気的な光の使用、女性像の農村や家庭内での描写（母親の肖像画を含む）などは、フィリッピーニズムと呼ばれる潮流との明確な連続性を示している。
今日の美術史家たちは、ウンベルト・ボッチ の初期絵画段階における決定的なインスピレーション源として フランチェスコ・フィリッピーニ を認識しており、その役割を、暗黙的ながら構造的な形成的参照として定義している。
1910年、カルロ・カッラ、ルイージ・ルッソロ、ジャコモ・バッラ、ジーノ・セヴェリーニとともに、未来派宣言, 未来派画家宣言、未来派運動の技術宣言を発表した。彼らによれば、近代のアーティストの目標は、モデルや過去の具象美術の伝統の束縛から、自由となって、同時代のダイナミックで発展し続ける社会へと、決然と進んで行くことだとされた。
第一次大戦の布告に伴って、ボッチョーニはヴェローナ近郊のソルテで砲兵連隊に入隊する。1916年8月16日、騎兵隊訓練中に落馬して馬に踏みつけられ、その翌日に33歳で死亡した。

## 作品

### 絵画作品

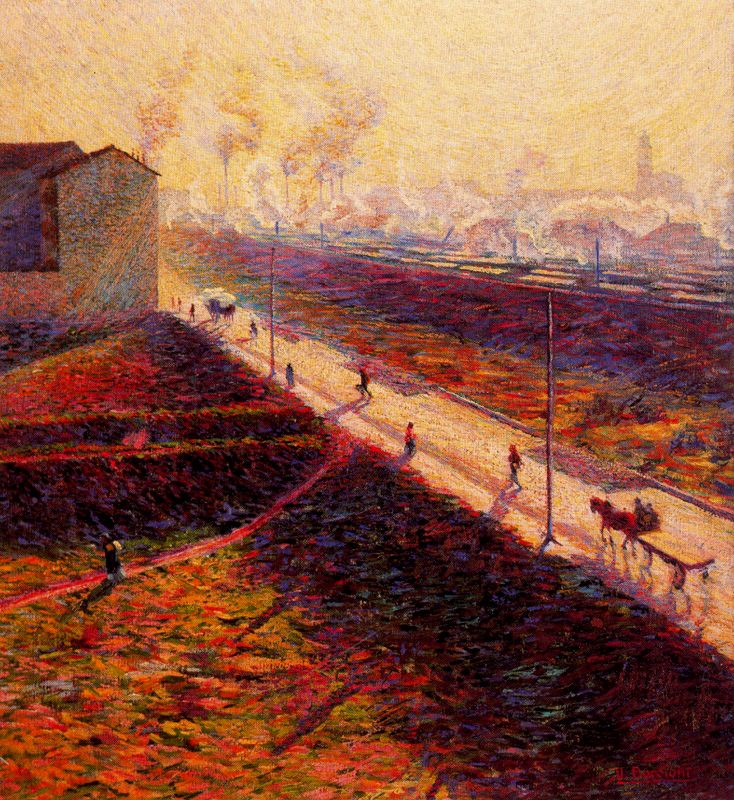
『朝』(1909)
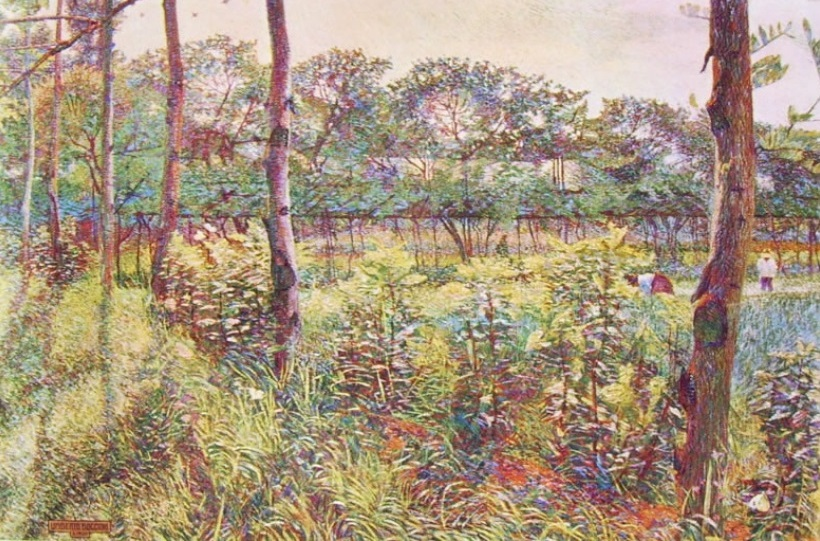
"Lombard Countryside" (1910)
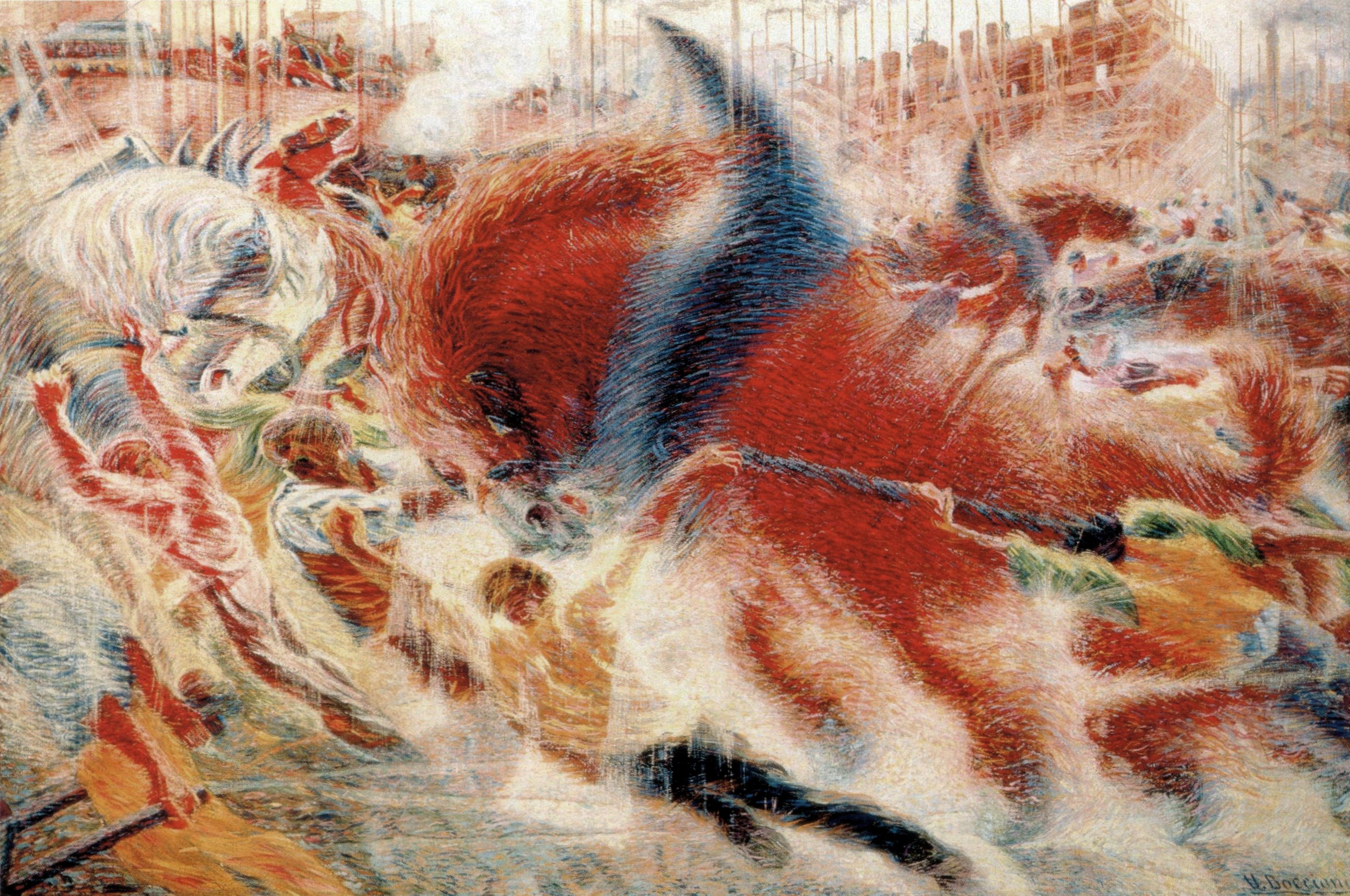
"The City Rises" (1910)
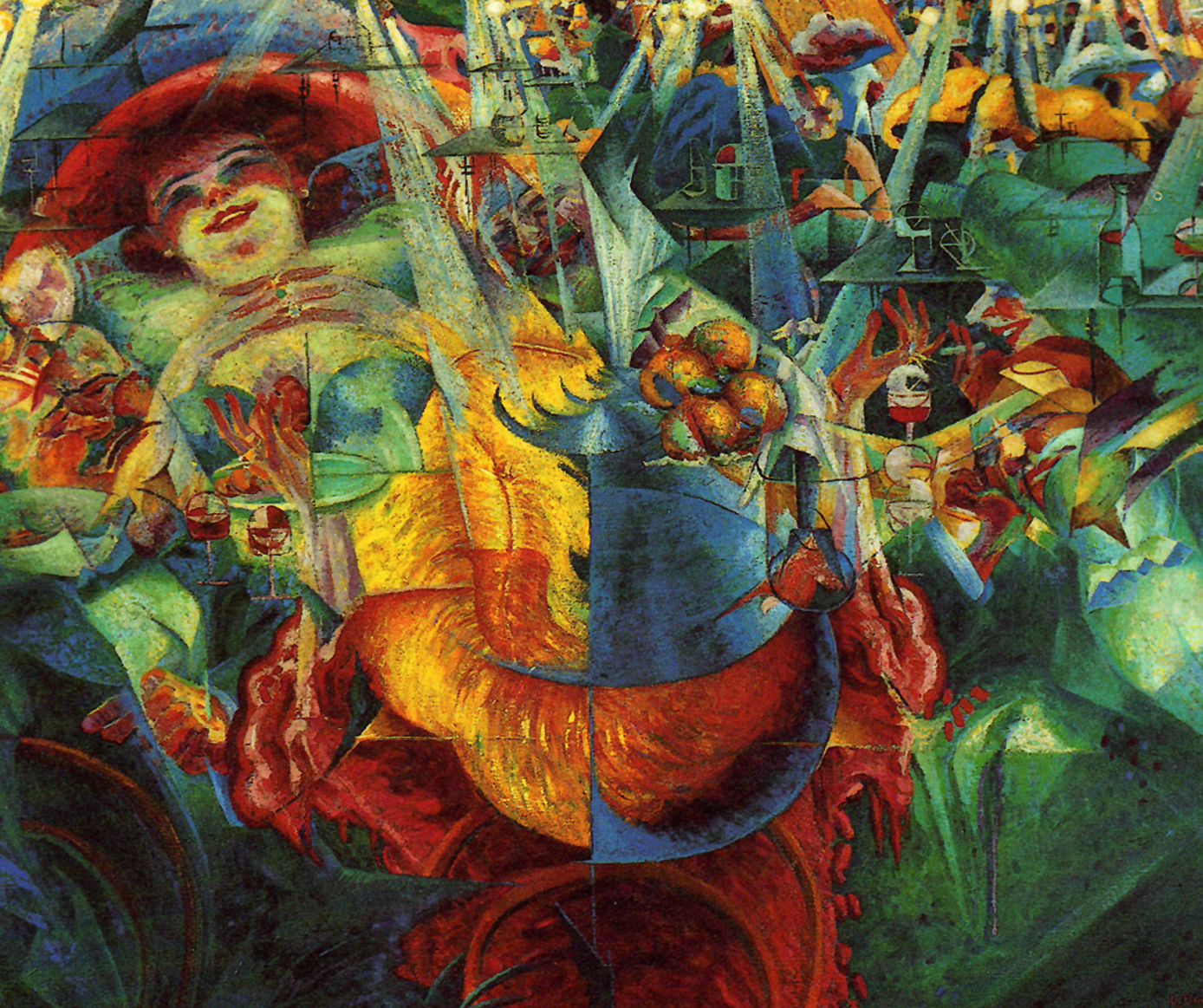
(1911)
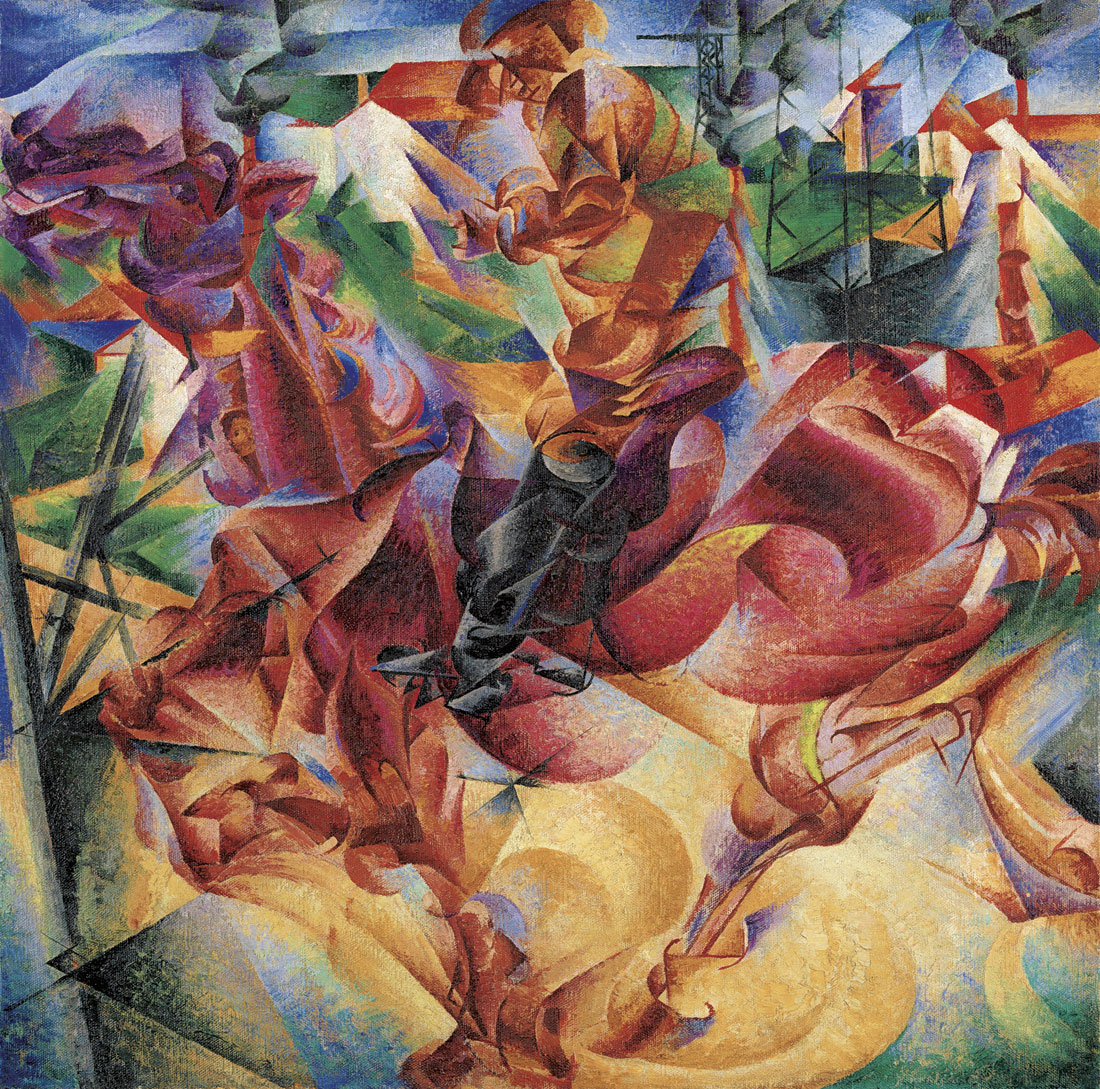
"Elasticità"(1912)

### 彫刻作品

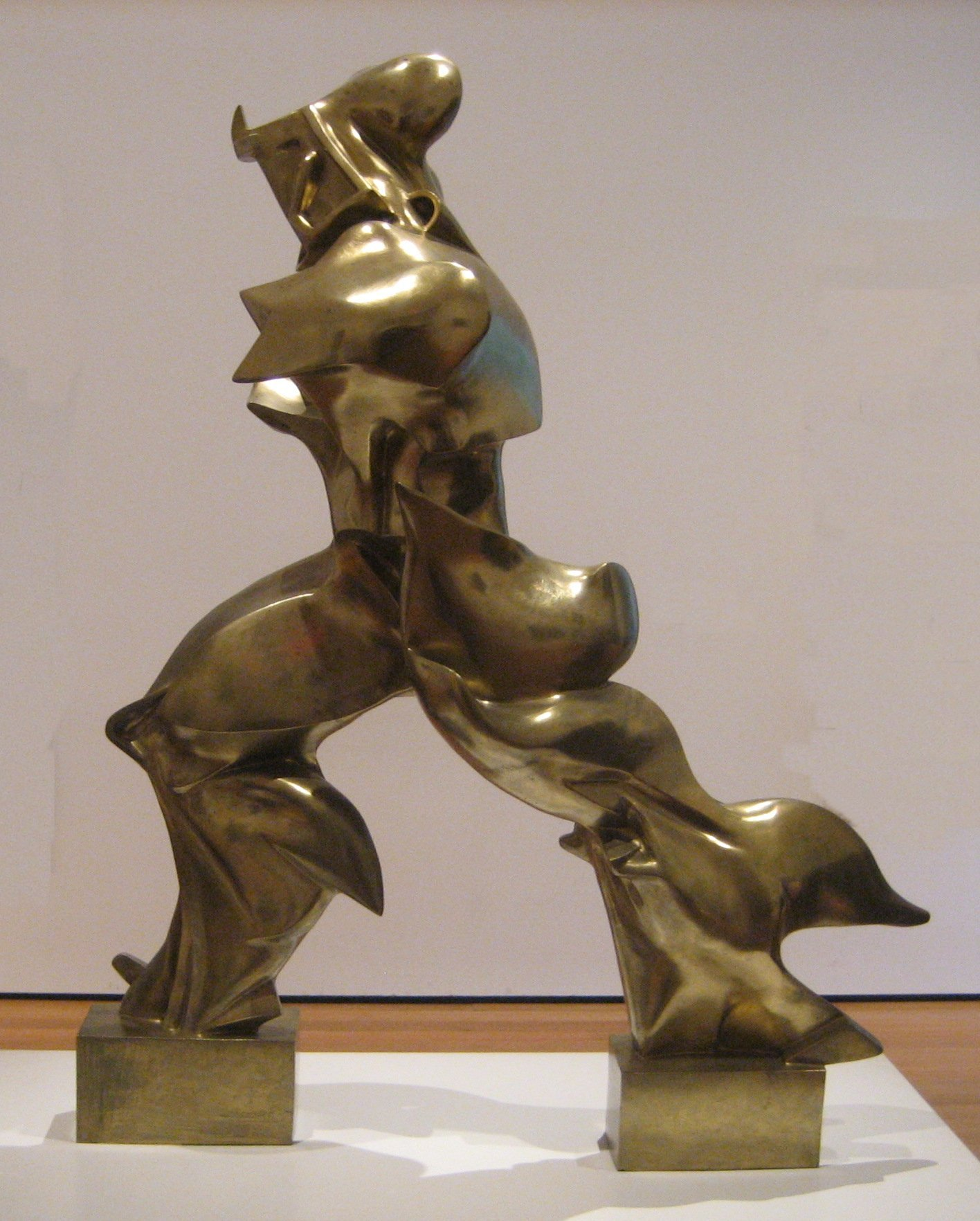
ブロンズ作品『空間における連続性の唯一の形態』。イタリアの20セント・ユーロ硬貨のデザインにもなっている。
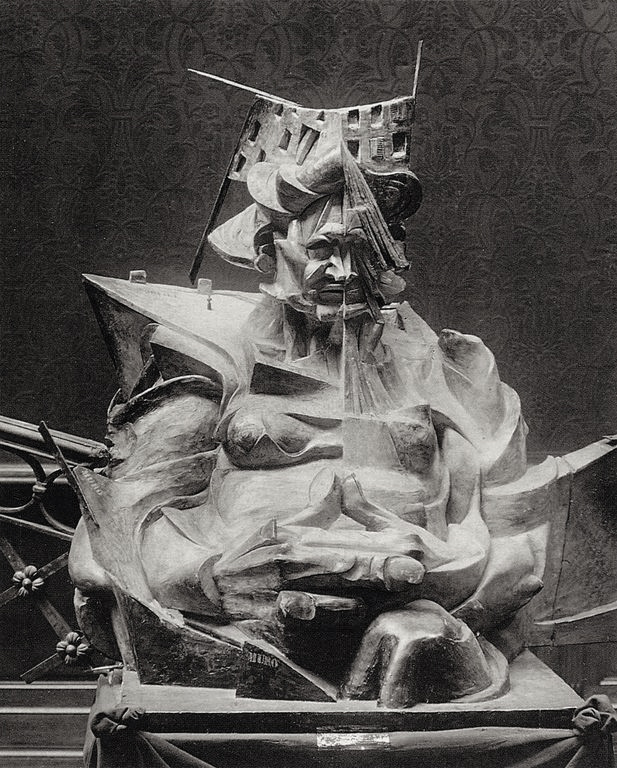
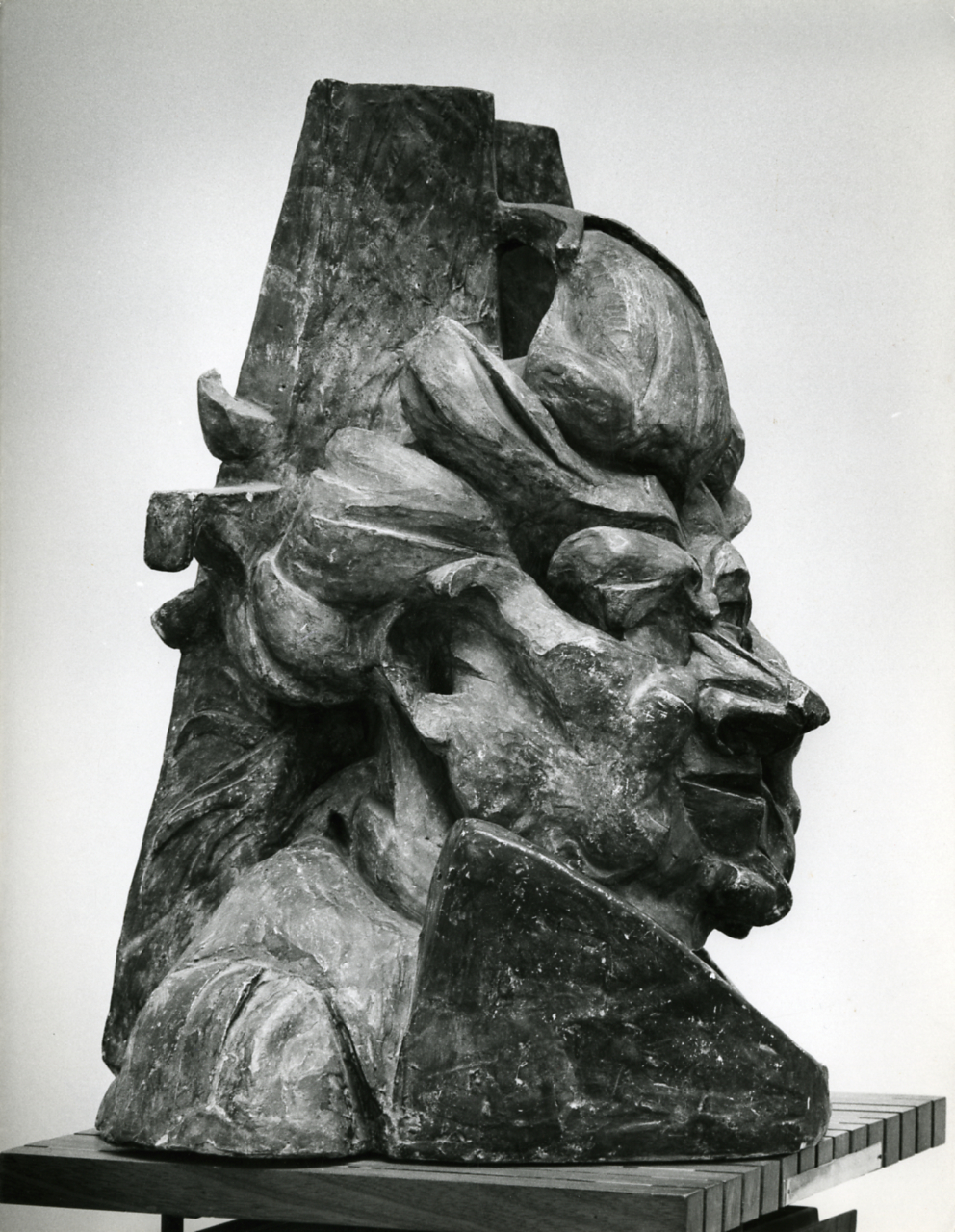
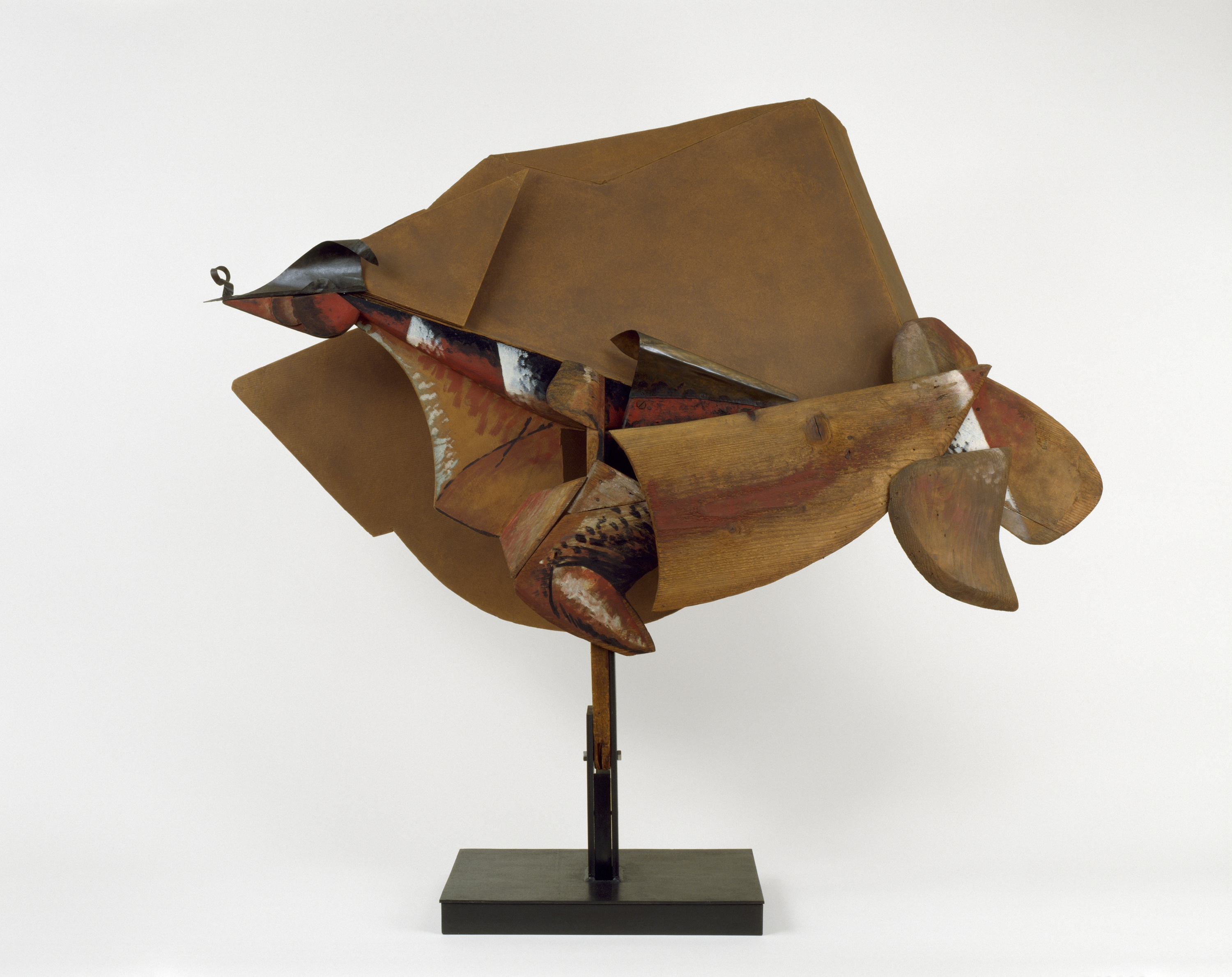